# Daggbuske
Daggbuske (Zenobia pulverulenta) art i familjen ljungväxter. Arten är den enda släktet och förekommer naturligt i sydöstra USA. Daggbuske odlas ibland som trädgårdsväxt i Sverige.

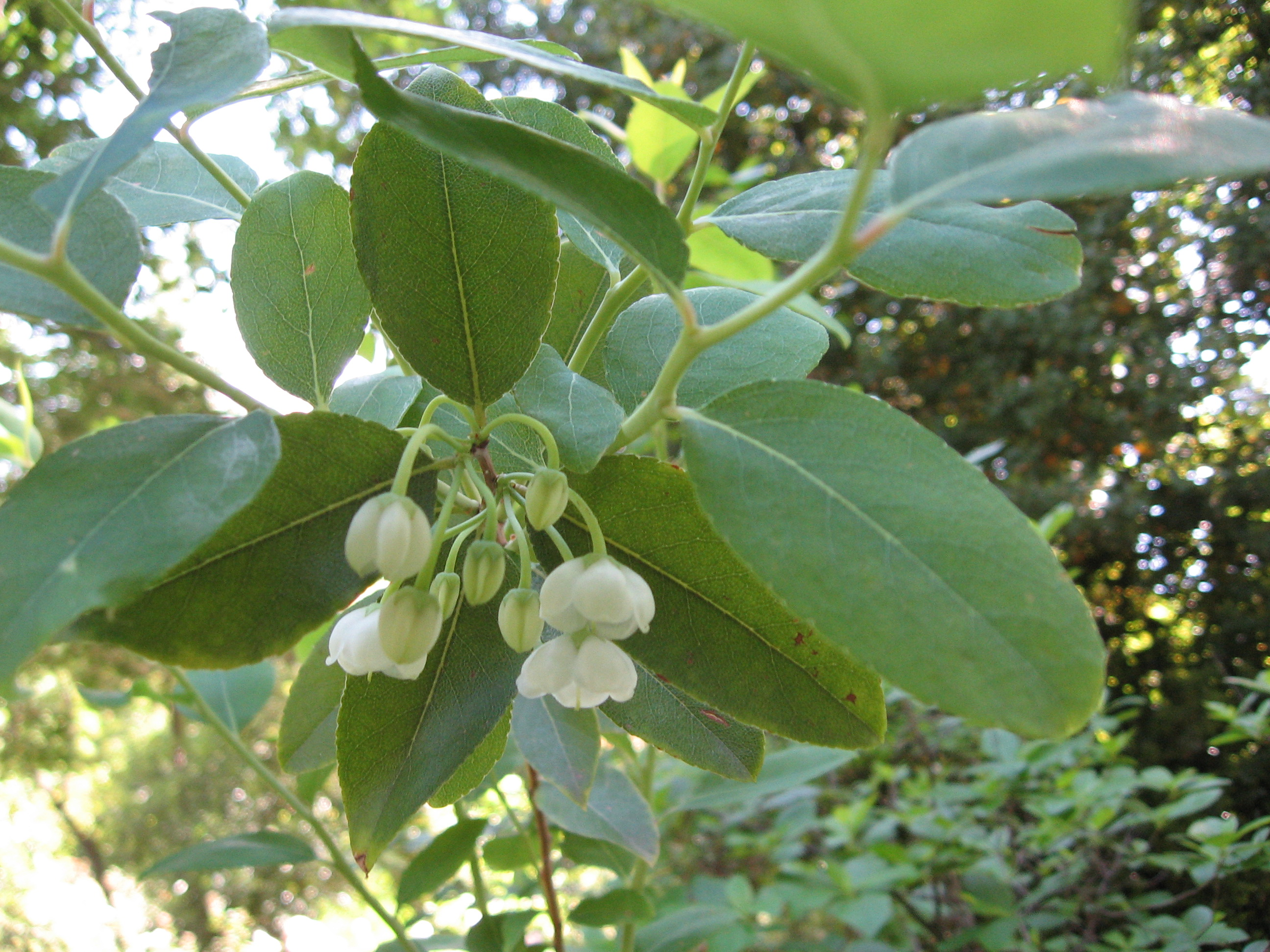
Zenobia pulverulenta